# Heteroleuca
Heteroleuca là một chi bướm đêm thuộc họ Geometridae.